# سیمز ۲: دانشگاه
سیمز ۲: دانشگاه (به انگلیسی: The Sims 2: University) اولین بسته الحاقی بازی استراتژی شبیه‌سازی زندگی سیمز ۲ است که توسط ماکسیس ساخته و در تاریخ ۱۱ مارس ۲۰۰۵ توسط شرکت الکترونیک آرتس برای مایکروسافت ویندوز منتشر شد.

## گیم پلی
The Sims 2: University سیستم آموزش عالی را به گیم‌پلی شبیه‌سازی زندگی The Sims 2 اضافه می‌کند. این بسته مرحله جدیدی از زندگی به نام «جوان بالغ» را بین مراحل نوجوانی و بزرگسالی معرفی می‌کند که مخصوص دانشجویان دانشگاه است. نوجوانان می‌توانند با رفتن به دانشگاه به این مرحله وارد شوند، یا بازیکنان می‌توانند مستقیماً کارکترهای جوان بالغ ایجاد کنند.
کارکترهای جوان بالغ ویژگی‌هایی بین نوجوانان و بزرگسالان دارند؛ مثلاً می‌توانند روابط عاشقانه داشته باشند اما نمی‌توانند باردار شوند یا کسی را باردار کنند. همچنین می‌توانند نامزد کنند اما ازدواج نکنند. این کارکترها فقط می‌توانند در محوطه دانشگاه زندگی کنند، چه در خوابگاه‌های بزرگ، خانه‌های گروهی (fraternity/sorority) یا خانه‌های مستقل. خوابگاه‌های این بسته اولین بار در سری The Sims بود که کارکترهای بازیکن می‌توانستند با کارکترهای غیرقابل‌کنترل (معروف به «دورمی‌ها») هم‌اتاق شوند.
تجربه دانشگاه در این بازی الهام‌گرفته از سیستم آموزش عالی آمریکاست و هم عناصر واقع‌گرایانه و هم کلیشه‌های رسانه‌ای را دربرمی‌گیرد. برخی عناصر دنیای واقعی مانند نوشیدنی‌های الکلی با مواردی مثل «مخزن آبمیوه» جایگزین شده‌اند.
گیم‌پلی اصلی حول محور گذراندن ترم‌های دانشگاهی می‌چرخد. بازیکنان باید عملکرد تحصیلی سیم خود را در یکی از ۱۱ رشته دانشگاهی حفظ کنند. روش‌های اصلی برای بهبود نمرات شامل حضور در کلاس، مطالعه و انجام تکالیف است، اما روش‌های غیرمعمول‌تری مثل «تأثیرگذاری» روی دیگران برای انجام تکالیف یا برقراری رابطه با اساتید نیز وجود دارد!
این بسته ۴ مسیر شغلی جدید معرفی می‌کند: هنرمند، دانشمند طبیعی (Natural Scientist)، ماوراءطبیعه (Paranormal) و بازیگری. دسترسی به این شغل‌ها منوط به فارغ‌التحصیلی از دانشگاه است. این مشاغل درآمد بالاتر، ساعت کاری کمتر و فشار کمتری بر نیازهای کارکترها دارند. عناصر دیگری مثل تعاملات اجتماعی جدید یا دریافت موقعیت‌های شغلی بالاتر نیز به عملکرد دانشگاهی مرتبط هستند.
شخصیت‌های جدید غیرقابل‌کنترل (NPCها) نیز معرفی شده‌اند، از جمله:
- ماسکوت‌های تیم‌های ورزشی (یک لامای «خوب» و یک گاو «شرور» از دانشگاه رقیب)
- اساتید دانشگاه
- افراد برهنه‌ای که گاهی به صورت تصادفی در صحنه ظاهر می‌شوند!
بیش از ۱۲۵ شیء جدید به بازی اضافه شده، از جمله:
- میزهای بیلیارد و سازهای موسیقی
- دکوراسیون‌های با تم روانگردان و فانتزی
- جوایز شغلی منحصربه‌فرد مثل «Resurrect-O-Nomitron» (برای احیای کارکترهای مرده) و «گاوگیاه» (گیاهی که می‌تواند کارکترها را بخورد و شیر تولید کند!)
این بسته اولین بار در سری The Sims حالت‌های زندگی ماوراءطبیعه را معرفی کرد. کارکترها می‌توانند به زامبی تبدیل شوند که:
- ظاهری تحریف‌شده با پوست آبی دارند
- به جای راه رفتن معمولی، تلوتلو می‌خورند
- حباب‌های فکری حاوی شکل مغز بالای سرشان ظاهر می‌شود
- پیر نمی‌شوند و نمی‌میرند
- اگرچه می‌توانند روابط عاشقانه داشته باشند، اما نازا هستند